# Meryam Schouler-Ocak
Meryam Schouler-Ocak (* 15. März 1962 in Palaklı, Türkei) ist Professorin für Interkulturelle Psychiatrie und Leitende Oberärztin in der Psychiatrischen Universitätsklinik der Charité im St. Hedwig-Krankenhaus in Berlin.

## Leben und Werdegang
Meryam Schouler-Ocak verbrachte ihre ersten sieben Lebensjahre in der Türkei, bis sie nach Deutschland übersiedelte. Sie wuchs weiter in Duisburg auf. Ihr Vater war dort Bergmann, ihre Mutter arbeitete in einer Blechwarenfabrik.
Nach dem Abitur am Heinrich-Heine-Gymnasium in Duisburg-Rheinhausen im Jahr 1982 studierte sie bis 1988 Humanmedizin an der Medizinischen Hochschule Hannover. 1990 wurde sie mit einer Arbeit zu „Untersuchungen zur Transportfunktion von Alveolarmakrophagen nach chronischer Inhalation von TiO2-, PVC- und Eisenstäuben im Tierexperiment“ durch die Medizinische Hochschule Hannover promoviert. Im selben Jahr wurde sie bei der Ärztekammer Niedersachsen approbiert. 2012 habilitierte sie sich an der Freien Universität Berlin zum Thema „Die Versorgung von Patienten mit Migrationshintergrund im psychiatrisch-psychotherapeutischen Gesundheitssystem“.

## Tätigkeit und Funktionen
Meryam Schouler-Ocak ist seit 2018 Professorin für Interkulturelle Psychiatrie an der Charité. Sie ist Fachärztin für Neurologie, Psychiatrie und Psychotherapie. Sie leitet das Berliner Bündnis gegen Depression.
Sie ist Vorsitzende der Kommission für Ethische Angelegenheiten der Europäischen Psychiatriegesellschaft (EPA) und Vorstandsmitglied dort. Sie ist Vorsitzende der Sektion Transkulturelle Psychiatrie des Weltverbandes für Psychiatrie. Sie ist Vorsitzende der Deutsch-Türkische Gesellschaft für Psychiatrie, Psychotherapie und psychosoziale Gesundheit. Sie ist Vorsitzende der Sektion Interkulturelle Psychiatrie und Psychotherapie, Migration der Deutschen Fachgesellschaft für Psychiatrie und Psychotherapie, Psychosomatik und Nervenheilkunde (DGPPN).

## Auszeichnungen
Meryam Schouler-Ocak erhielt im Jahr 2014 das Bundesverdienstkreuz am Bande.
Sie ist Ehrenmitglied des Weltverbandes für Psychiatrie (WPA).

## Veröffentlichungen
- Schouler-Ocak, Meryam: „Viele halfen mir anzukommen. Heute helfe ich anderen anzukommen“, in: Özcan Mutlu (Hg.), Wie Deutschland zur Heimat wurde – 60 Jahre Deutsch-Türkisches Anwerbeabkommen. CORRECTIV, Essen, Berlin 2021, ISBN 978-3-948013-15-8, S. 96–103.